# Kyle Allen
Kyle Hamilton Allen (Livermore, 20 oktober 1994) is een Amerikaanse acteur.

## Biografie
Allen werd geboren op 20 oktober 1994 in Livermore (Californië) als zoon van Karen Sprague en Tim Allen. Hij heeft een twee jaar oudere zus Kristin. Al op jonge leeftijd begon hij met acrobatiek en volgde balletlessen aan de Kirov Academy of Ballet in Washington D.C. Toen hij afgestudeerd was verhuisde hij naar Los Angeles, waar hij optrad in reclamespots en in een videoclip van Master P.
In 2015 werd Allen gecast voor een hoofdrol in de Hullu-dramaserie The Path met in de andere hoofdrollen Aaron Paul en Michelle Monaghan. Na het einde van de serie in 2018 verscheen Allen in een terugkerende rol in American Horror Story en in 2019 werd hij gecast als een van de Jets in Steven Spielbergs West Side Story, een bewerking van de gelijknamige Broadway-musical.

## Filmografie
- Biblioteca Nacional de España: XX6214772
- Gemeinsame Normdatei: 1250752930
- Library of Congress Control Number: no2021047479
- Nationale Bibliotheek van Tsjechië: xx0315786
- Virtual International Authority File: 24161935450939671296
- WorldCat: E39PCjxc4bmCbxvb63wDBw7QC3